# Pomatoschistus
Pomatoschistus är ett släkte av fiskar som beskrevs 1863 av den amerikanske zoologen Theodore Gill. Släktet ingår i familjen smörbultar (Gobiidae). Åtminstone fyra arter förekommer i Sverige (se nedan).
Kladogram enligt Catalogue of Life och Dyntaxa: